# Marlborough Highway
Der Marlborough Highway ist eine Straße im Zentrum des australischen Bundesstaates Tasmanien. Sie verbindet den Lake Highway mit dem Lyell Highway und bildet so eine Abkürzung des sonst langen Weges von der Westküste ins zentrale Hochland der Insel.

## Verlauf
Die Fernstraße zweigt 3 km südlich von Brontë Park vom Lyell Highway ab und führt Richtung Nordosten, wo sie ca. 2 km nördlich von Miena am Great Lake auf den Lake Highway trifft. Dabei führt sie östlich der Pine Tier Lagoon und am Süd- und Südostufer der Little Pine Lagoon entlang. Kurz vor Erreichen des Lake Highway überquert sie den Ouse River.
Mit Ausnahme von Brontë Park gibt es an dieser Straße keine Siedlungen. Bei hohem Schnee ist die durchgehend nicht asphaltierte Straße geschlossen.